# Clarissa Burt
Clarissa Rita Burt (Filadelfia, 25 aprile 1959) è un'attrice ed ex modella statunitense naturalizzata italiana che ha lavorato a lungo in Italia.

## Biografia
Nei primi anni ottanta intraprende la carriera di modella, trasferendosi per lavoro a Milano. Diviene un volto celebre grazie alle pubblicità di alcune grandi case di moda quali Christian Dior. Nel 1985 è presente come modella anche in uno spot dell'ammorbidente Lip. Approda alla televisione italiana nella metà di quella decade, e successivamente al cinema, debuttando nel 1988 in Caruso Pascoski (di padre polacco), diretto da Francesco Nuti.

Clarissa Burt in Caruso Pascoski (di padre polacco) (1988)

Nel 1990 partecipa al programma di Raffaella Carrà Ricomincio da due. Nel 1992 è al fianco di Pippo Baudo nella conduzione di Un disco per l'estate, progetto che ricondurrà (sempre con Baudo) anche l'anno successivo. Nel 1996 è nel cast di Atlantam tam su Rai 1 con Fabrizio Frizzi. Il 31 dicembre 1999 su Rai 1 è fra i conduttori del programma Millennium, evento di fine anno creato per celebrare l'arrivo del Duemila, che si protrasse per tutta la notte del 1º gennaio 2000.
Nel 2004 si candida alle elezioni europee con Alleanza Nazionale, ottenendo 13000 preferenze e non venendo eletta; nello stesso anno viene nominata assessore alla cultura del comune di Ardea. Sempre nel 2004 ha partecipato alla prima edizione del reality show La talpa, dove viene eliminata per quarta, mentre nel 2010 partecipa alla settima edizione de L'isola dei famosi, dove arriva fino alla semifinale. Fa parte della Fondazione Italia USA, presso cui è corrispondente negli USA.
Dopo un lungo periodo lontana dal piccolo schermo, da settembre 2024 è nel cast della diciottesima edizione del Grande Fratello, condotta da Alfonso Signorini, venendo eliminata per prima.

## Vita privata
Dal 1988 al 1991 è stata fidanzata con Massimo Troisi.
Nel 2003 riceve la cittadinanza italiana dal Presidente della Repubblica Carlo Azeglio Ciampi.
Tornata a vivere negli Stati Uniti d'America dal 2005, si occupa di volontariato a favore di donne vittime di abusi.

## Filmografia

### Cinema
- Caruso Pascoski (di padre polacco), regia di Francesco Nuti (1988)
- Casa mia, casa mia..., regia di Neri Parenti (1988)
- La storia infinita 2 (The NeverEnding Story II: The Next Chapter), regia di George Trumbull Miller (1990)
- Vento di primavera - Innamorarsi a Monopoli, regia Franco Salvia (2000)
- Sotto il cielo, regia di Angelo Antonucci (2001)
- Natale in India, regia di Neri Parenti (2003)
- Il mio amico Massimo, regia Alessandro Bencivenga – docufilm (2022)

### Televisione
- Edera – serie TV (1992)

## Programmi televisivi
- Fuori Onda - Aspettando Ricomincio da due (Rai 2, 1990)
- Ricomincio da due (Rai 2, 1990)
- Serata d'onore (Rai 2, 1991)
- Un disco per l'estate (Rai 1, 1992-1993)
- Moda mare a Portofino (Canale 5, 1993)
- The Look of the Year 1993 (Telemontecarlo, 1993)
- La Notte di Telethon (Rai 1, 1993)
- Montecarlo che Festa! - The World Music Awards (Rai 1, 1994)
- Sogni d'Estate - Moda in Musica (Telemontecarlo, 1994)
- Ultimo Minuto (Rai 3) – Inviato speciale
- Festival Disney (Rai 1, 1995)
- A scuola di cantautori (Telemontecarlo, 1995)
- Specchio delle mie brame (Telemontecarlo, 1995)
- Fatto per un mondo migliore - Quando la musica da vita alla speranza - Speciale Ho bisogno di Te (Rai 2, 1995)
- Atlantam tam (Rai 1, 1996)
- Isole & dintorni (Rai 1, 1996)
- Millennium - La notte del 2000 (Rai 1, 2000)
- La talpa (Rai 2, 2004) - concorrente
- L'isola dei famosi (Rai 2, 2010) - concorrente
- Grande Fratello (Canale 5, 2024) - concorrente

## Doppiatrici italiane
- Simona Izzo in Caruso Pascoski (di padre polacco)
- Maria Pia Di Meo in La storia infinita 2